# Беззубова Текля Гнатівна

Текля Беззубова

Те́кля Гна́тівна Звєркова, у шлюбі Беззу́бова (рос. Беззубова Фекла Игнатьевна; *26 листопада 1880, Од Мурза — † 12 травня 1966) — ерзянська оповідачка, письменниця. Зберігала традиції усної творчості, епічних переказів про створення світу. Російською більшовицькою системою використовувалася для «совєтизації» патріархальних середовищ ерзянської нації. 

## Біографія
Народилася у родині ерзянського господаря Гната Звєркова. Одружилася з чоловіком з сусіднього села Сємілєй, взяла прізвище Беззубова. 
Друкується з 1936 - її оповіді записували професійні етнографи. Перша збірка — «Народні розповіді». Публічні твори носять замовний характер: «Розповідь про Москву», «Плач про Леніна», «На нові землі». Всього видано одинадцять збірок. 
У часи Другої світової війни під її іменем влада видала кілька кон'юнктурних ерзянських пісень, стилізованих під народні: «Не плач, рідна Україно», «Не тужи, красеню Київ-град». 
Оповіді Беззубової активно популяризувалися комуністичною владою як зразкові, у тому числі вони експортувалися до інших залежних країн, окупованих СССР.

## Видання
- Песни и сказы. Саранск, 1955.